# Tholen (stad)

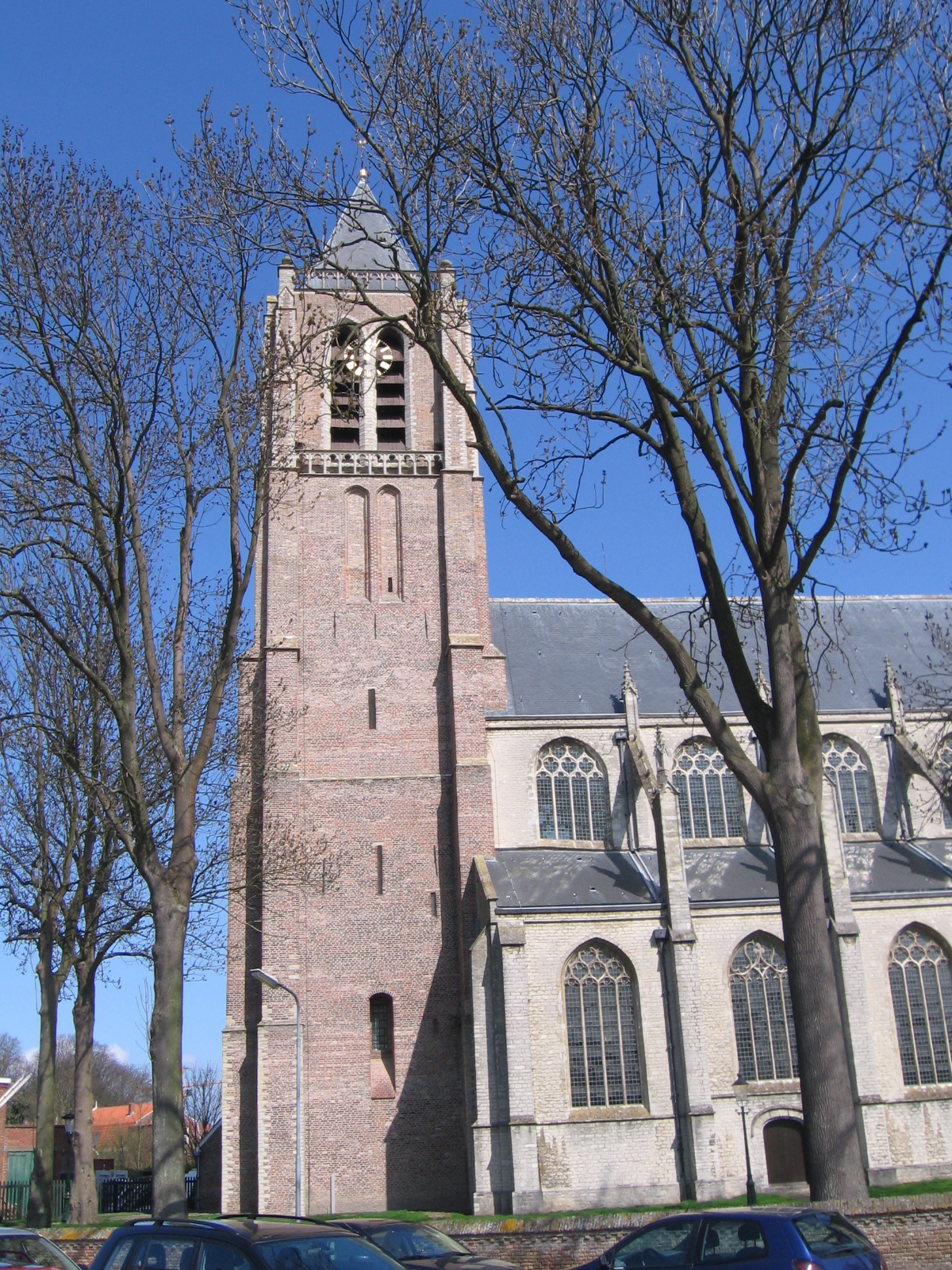
Grote of Onze-Lieve-Vrouwekerk

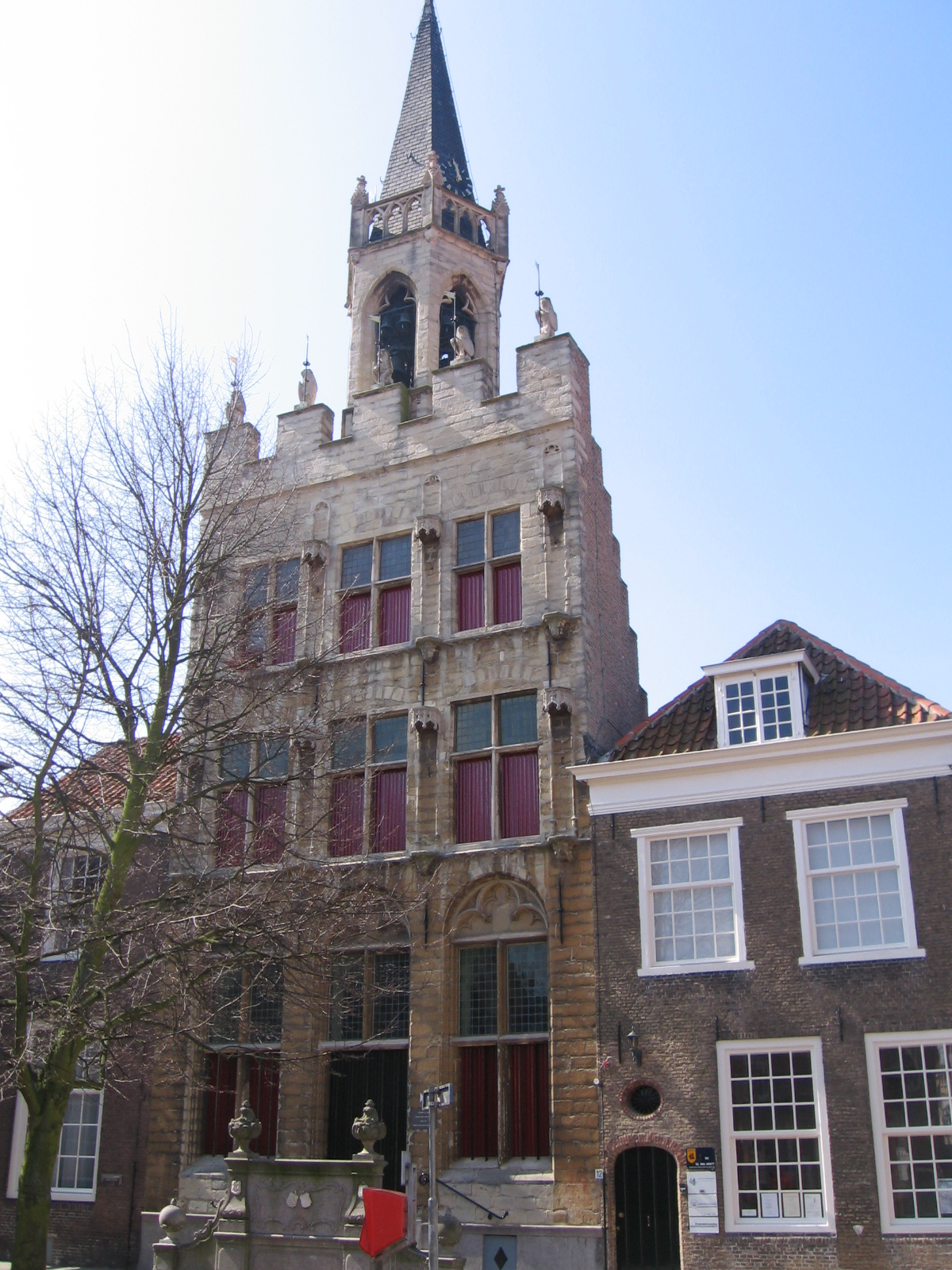
Stadhuis van Tholen

Tholen (uitspraakⓘ) is een stad op het eiland Tholen, in de gemeente Tholen, in het oosten van de Nederlandse provincie Zeeland. Het is gelegen aan de westkant van het Schelde-Rijnkanaal, dat de grens vormt met de provincie Noord-Brabant.
Tholen was een zelfstandige gemeente tot 1971 en telde 8.365 inwoners op 1 januari 2023. De plaats ontstond in de 13e eeuw bij een tol aan de Eendracht en verwierf in 1366 stadsrechten. De stad heet Tholen omdat er tol geheven kon worden.

## Geschiedenis
Aanvankelijk was er een tol bij Schakerloo voor de scheepvaart op de Striene. Graaf Willem I liet een tol bouwen op de dijk van de Vijftienhonderdgemetenpolder voor de scheepvaart op de Eendracht die de rol van waterweg overnam. Daaromheen ontstond een nederzetting die in 1290 zelf tolvrijheid verkreeg van graaf Floris V. Hendrik Buffel bouwde midden 13e eeuw een kasteel even buiten Tholen. De nederzetting ontwikkelde zich tot de plaats Tholen, die omstreeks 1366 stadsrechten verkreeg. Visserij en zoutziederij waren hier de belangrijkste bronnen van bestaan. Begin 14e eeuw liet Jan van Beaumont een stadsmuur bouwen.
In 1452 werd de stad geteisterd door een grote stadsbrand. In de 16e eeuw kreeg Tholen te maken met diverse overstromingen. In de laatste decennia van de 16e eeuw waren er de godsdiensttwisten. Omstreeks 1577 ging de stad Tholen over tot de reformatie en kwam onder Staats gezag. Ondertussen was de Tachtigjarige Oorlog uitgebroken. Vanaf 1603 werd de stad versterkt met omwallingen en bastions, en ging de stad deel uitmaken van de Linie van de Eendracht, gericht tegen Spanje. Ook in latere oorlogen deed de vesting nog dienst, maar in 1814 werd ze opgeheven. In 1825 werd de oude haven gedempt en kwam er een nieuwe haven. In 1908 werd een nieuwe vissershaven geopend.
In 1928 werd een brug (inclusief sporen voor de tram vanuit Bergen op Zoom) over de Eendracht in gebruik genomen die de veerdienst verving. In de jaren '70 van de 20e eeuw werd de Schelde-Rijnverbinding door de Eendracht aangelegd. Daarover werd in 1971 een nieuwe, hogere, brug aangelegd.

## Bezienswaardigheden
Tholen heeft een historische stadskern, die nog grotendeels omringd is door wallen en vesten. De stadskern wordt daarnaast gedeeltelijk begrensd door een haven. Het gebied binnen de vesten is sinds 1991 beschermd stadsgezicht en is daarmee een van de beschermde stads- en dorpsgezichten in Zeeland. Verder telt de stad tientallen rijksmonumenten.
- Het stadsbeeld wordt gedomineerd door de Grote of Onze-Lieve-Vrouwekerk, een kruisbasiliek in de Brabants-gotische stijl, mogelijk ontworpen door Everaert Spoorwater, een Brusselse bouwmeester die in de Nederlanden vaak betrokken was bij de bouw van kerken in deze stijl. De bouw van de kerk is in circa 1404 gestart. Op de plaats van het huidige middenschip kende de kerk een voorganger van onbekende bouwdatum die rond 1360 gesloopt is. De toren is 49 meter hoog en het grondvlak is een zuiver vierkant van 8,50 meter. De straalkapellen van het koor zijn nooit afgebouwd, wel zijn de fundamenten gelegd en is bij het noordkoor aan de buitenkant een muuraanzet zichtbaar. Opvallend detail: de buitenzuilen van de koorkerk zijn dus ooit gebouwd als binnenzuilen.

- Een opvallend gebouw is het voormalige stadhuis van Tholen uit de 15e eeuw, dat ontworpen is door leden van de beroemde architectenfamilie Keldermans. In dit stadhuis hangt het oudste carillonklokje van Nederland, eveneens uit de 15e eeuw.

- Het stadsbeeld wordt verder bepaald door twee windmolens binnen de stadskern, De Hoop, die op een van de wallen is gebouwd en molen De Verwachting die in 2009 volledig is gerestaureerd.

- Een historisch gebouw is ook de herbouwde Gasthuiskapel.

- Aan de Markt staat de rooms-katholieke Onze-Lieve-Vrouw-Hemelvaartkerk uit het begin van de 20e eeuw.

- In het historisch stadscentrum zijn een aantal belangwekkende woonhuizen te vinden. Een der oudste is De Twee Stoven aan Stoofstraat 5-7, gebouwd in 1622. Ook aan Markt, Kerkstraat, Bakstraat, Brugstraat en Hoogstraat zijn enkele oude huizen te vinden, die soms een trapgevel bezitten.

- Een voormalige zoutkeet bevindt zich aan Contre Escarpe 1. Hier werd tot in 1901 zout gewonnen.

- De wallen van Tholen

Kaart van het oude centrum van Tholen.

## Uitbreidingen
Tholen wordt op kleine schaal steeds meer uitgebreid met nieuwe woonwijken en industrieterreinen. In 2005 is bij de haven de opvallende wijk Waterfront voltooid, met villa's en appartementen direct aan het water. Hierna werd het uitbreidingsplan Stadzicht voltooid. Voorts is er een bedrijventerrein, Welgelegen genaamd. In 2012 werd besloten op een voormalig stukje bedrijventerrein een nieuwe wijk te bouwen. Deze wijk heeft de naam Vestetuin gekregen, omdat er een stuk van de oude gracht (Veste) opnieuw wordt aangelegd. Eind 2014 werd de bouw van het winkelcentrum De Vestehof afgerond.
Opvallend in de wijk Stadszicht is de nieuwbouw van de Rehobothkerk van de Gereformeerde Gemeente, voltooid in 2003. De Rehobothkerk heeft 993 zitplaatsen.

## Havens en vervoer
- Aanvankelijk was Tholen een eiland dat slechts per veerpont bereikbaar was. Op 15 september 1882 werd de tramlijn Bergen op Zoom - Tholen in gebruik genomen die in eerste instantie eindigde bij het veer. In 1928 werd de eerste vaste oeververbinding over de Eendracht geopend en toen eindigde de stoomtram in de stad Tholen. De brug werd zowel in 1940 als in 1944 opgeblazen en nadien hersteld. De brug werd, in het kader van de aanleg van het Schelde-Rijnkanaal, omstreeks in 1974 door de huidige Tholense brug vervangen. Dit is een witte boogbrug. Over deze brug ligt de provinciale weg N286. Deze weg is de belangrijkste ontsluiting van het eiland Tholen.

- Een tweede toegangsweg tot Tholen kwam in 1989 gereed, deze loopt over de Oesterdam naar Zuid-Beveland.

- Verder is er in de zomermaanden een toeristische veerdienst tussen Yerseke en Gorishoek bij Sint-Maartensdijk.

- Ten zuiden van de brug ligt de haven van Tholen, in een bocht van de voormalige kreek de Eendracht. Deze bocht is, bij het graven van het Schelde-Rijnkanaal in de jaren 70, aan de noordelijke kant afgedamd. Ter hoogte van de oude stadskern ligt de jachthaven met een historische scheepswerf. Aan de zuidkant van de haven, bij de aansluiting met het Schelde-Rijnkanaal, is een vluchthaven voor de binnenvaart over dit kanaal.

- Tussen de jachthaven en het centrum liggen enkele restanten van voormalige oesterputten. De oesterteelt verdween uit Tholen bij de voltooiing van de Oesterdam, toen het zoute water in de voormalige Eendracht zoet werd. Bij de voltooiing van de Oesterdam verloor de haven van Tholen haar functie als vissershaven, hoewel er nog steeds een aantal vissersschepen liggen gemeerd. Bij de Bergsediepsluis in de Oesterdam is een buitenhaven voor vissersschepen.

## Scholen
Sinds de middelbare school Westerpoort die gevestigd was in Tholen is opgegaan in het Steenspil in Halsteren, staat het Westerpoortgebouw sinds 2013 grotendeels leeg. De gemeente Tholen heeft dit nog vrij nieuwe gebouw gekocht voor de prijs van 2,8 miljoen euro. Het plan is dat de 4 basisscholen hier tot een brede school samenkomen, maar elk met hun eigen identiteit. De bibliotheek die hier al gevestigd was blijft. Ook wil de gemeente plaats bieden aan de GGD, een kinderdagverblijf, peuterspeelzalen, en de buitenschoolse opvang. In 2020 moet dit project zijn afgerond.

## Toerisme en omgeving
De omgeving van Tholen is een polderlandschap met vele dijken. Er worden onder andere aardappelen, mais en graan verbouwd. De omgeving van Tholen staat ook bekend om de teelt van snijbloemen.
Toeristen kunnen het historische stadscentrum bezichtigen en de Oosterschelde en het Zoommeer bezoeken. Aan de Oesterdam ligt het recreatieterrein 'de Speelmansplaten' vanwaar onder andere verschillende watersporten kunnen worden beoefend. Ook de duiksport wordt bij de Oesterdam regelmatig bedreven. De Oosterschelde en het Zoommeer zijn rijk aan vogels. Ook het historische centrum en de bossige, heuvelachtige omgeving van Bergen op Zoom zijn toeristische bestemmingen in de omgeving van Tholen.

## Wapen en vlag
Het wapen van Tholen is van goud en gevierendeeld in twee rode en twee zwarte leeuwen. De schildvoet is van goud en beladen met een zwarte kogge, waarvan de mast over het wapen doorloopt tot tussen de leeuwen. Het schild is gedekt door een gouden markiezenkroon met vijf fleurons. Het werd als gemeentewapen bevestigd op 31 juli 1817 en na de gemeentelijke herindeling van 1971 in aangepaste vorm overgenomen door de nieuwe gemeente Tholen.
De vlag bestaat uit een horizontale gele baan, de kleur van het wapenschild, met aan beide zijden een baan van rood, wit en blauw. De vlag, die in de 17e eeuw al bekend was, werd op 4 september 1962 door de gemeenteraad vastgesteld als gemeentevlag. Na de herindeling van 1971 werd het de vlag van de nieuwe gemeente Tholen.

## Geboren of gewoond hebbend in Tholen
- Willem Hendrik van den Berge (1905-1987), staatssecretaris van Financiën van 1959-1965
- Marjon de Hond (1972), weervrouw
- Deborah Gravenstijn (1974), judoka
- Niels van den Berge (1984; geboren in Duitsland, opgegroeid in Tholen) politicus
- Andreas van Luchtenburg (1643?-1709) astronoom, wiskundige en almanakberekenaar
- Rico Verhoeven (1989), kickbokser
- Martin Fondse (1967) Geboren in Bergen op Zoom, opgegroeid in Tholen. Dirigent, pianist, blazer, componist en arrangeur. Componist des Vaderlands (2021).
- Bart Nieuwkoop (1996; geboren in Bergen op Zoom, opgegroeid in Tholen) voetballer.

## Afbeeldingen

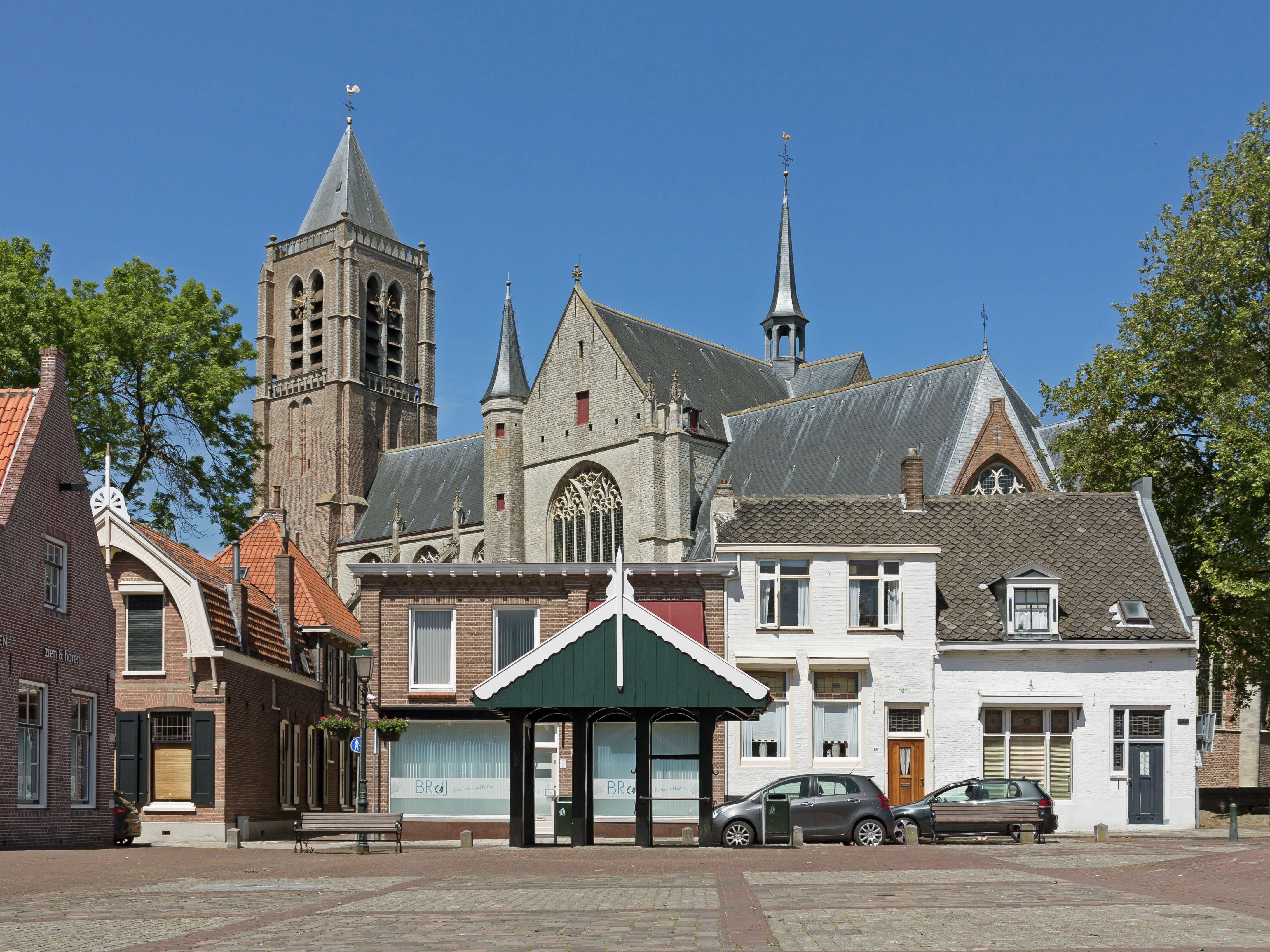
De Grote of Onze Lieve Vrouwekerk
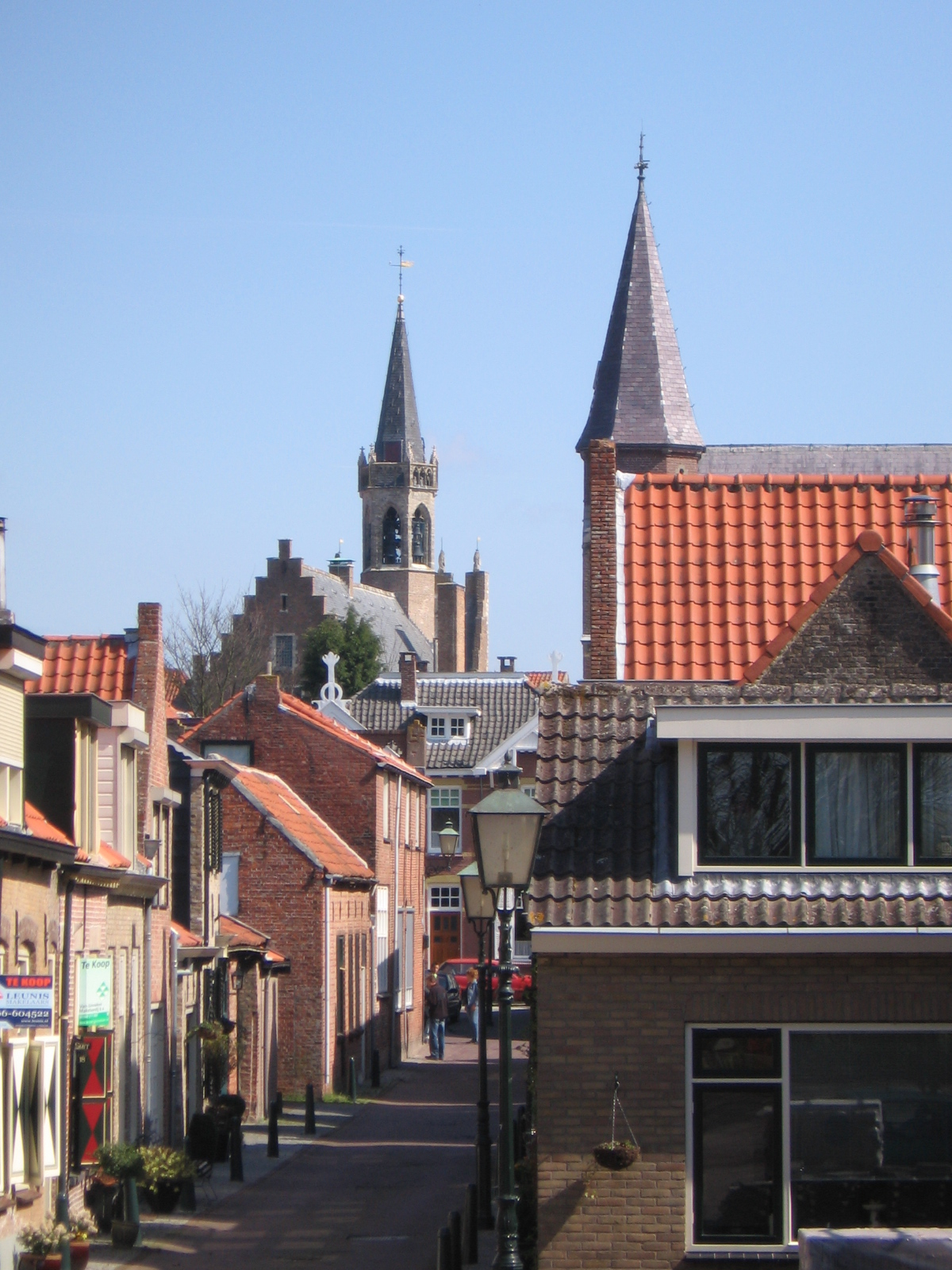
Straatbeeld in het historische centrum: Venkelstraat
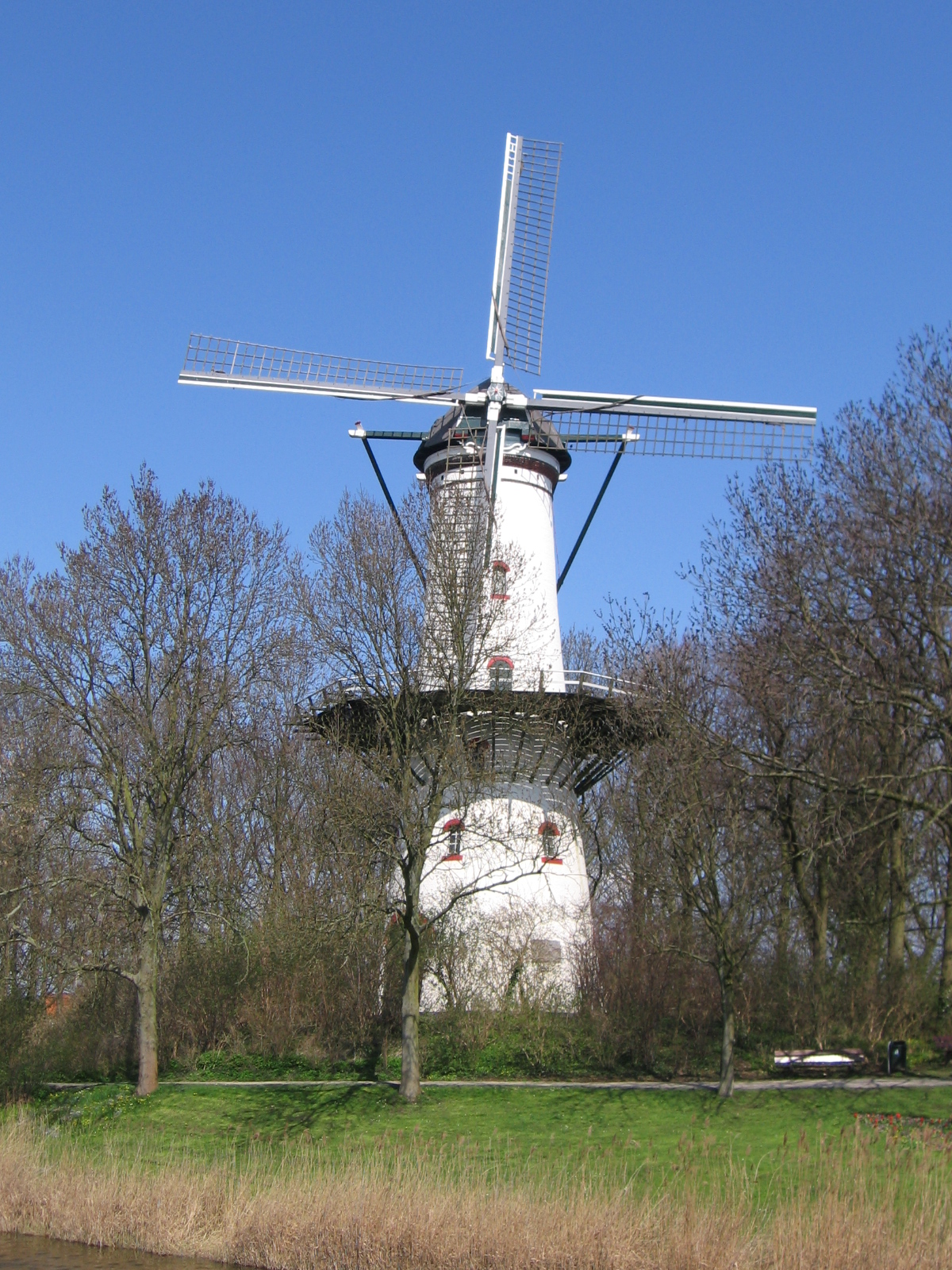
Molen De Hoop
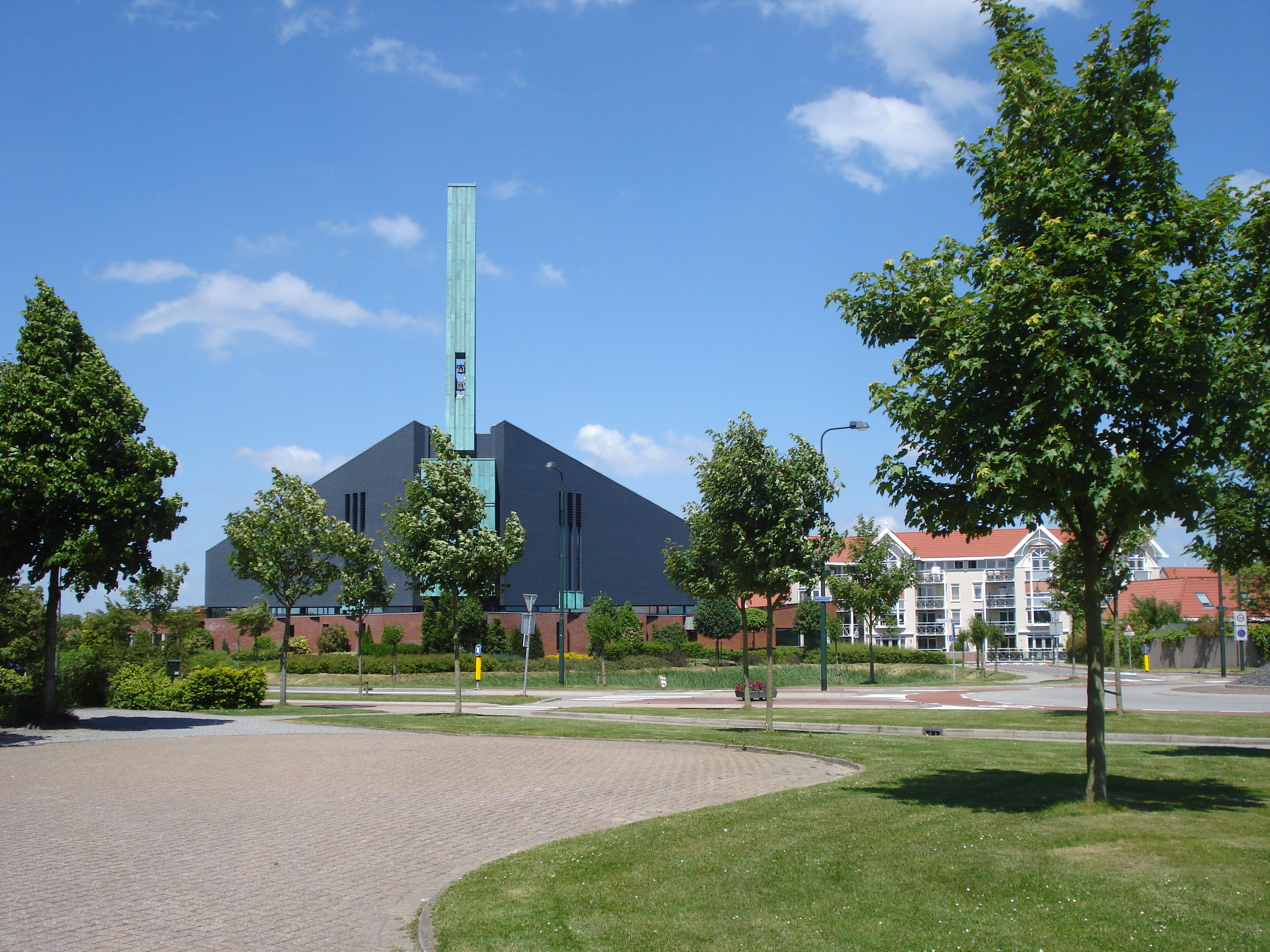
Kerkgebouw Gereformeerde Gemeente
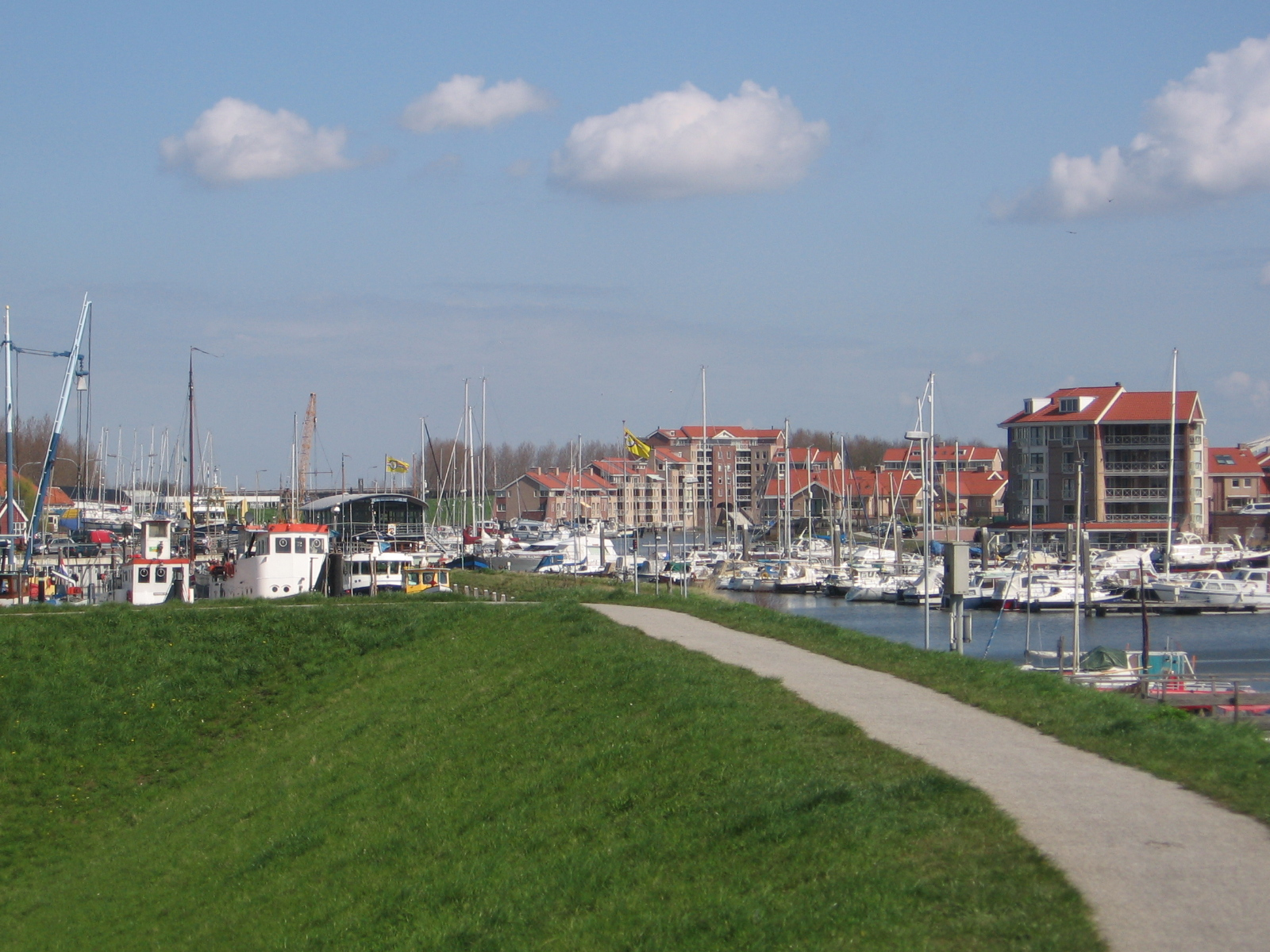
Haven